# Plastika Lilith v Karlíně
Plastika Lilith v Karlíně, nazývaná také jen Lilith, je exteriérová ocelová plastika v Karlíně v Praze 8, vytvořená v roce 2022 podle návrhu Davida Černého. Je součástí bytového domu Fragment na Rohanském nábřeží a ulici Za Invalidovnou na pravém břehu Vltavy.

## Historie a popis
Autorem díla nahé stojící mytologické první ženy Lilith, vytvořené v nadživotní velikosti, je český výtvarník David Černý (*1967). Monumentální plastika s roztaženýma rukama a mírně rozkročenýma nohama, byla postavena v roce 2022. Je vyrobena z leštěné chromniklové nerezové oceli. Celá postava hledí na budovu a je mírně nakloněná k budově. Má hmotnost 35 t, výšku 24 m, její hlava je pohyblivá a vždy ve 24:00 hodin otočí hlavou o 180°. Je vytvořená z ocelových plátů menší velikosti, které symbolicky představují buňky lidského těla. Dílo lze chápat také jako stavbu, která podpírá (symbolicky drží) novostavbu asymetrického domu, čímž symbolizuje lidské společenství a jeho schopnost vzájemně se podepírat, pomáhat si a také lidskou sounáležitost. Tím vším také odkazuje na tradici blízké historické budovy Invalidovna. Vytvoření tohoto díla trvalo cca 2 roky.

## Kritika
Plastika Lilith se od svého dokončení dočkala i několika negativních reakcí z odborných kruhů. Výtvarník Pavel Karous dílo nepokládá za umělecky hodnotné a chápe jej jako součást tzv. korporátního umění, s čímž víceméně souhlasí i architektka Pavla Melková. Marie Foltýnová, vedoucí oddělení Správy veřejné plastiky v Galerii hlavního města Prahy, poukázala na autorovo nepochopení mytologicko-démonické podstaty Lilith a pokládá dílo za kýč, který slouží k zviditelnění Davida Černého a bytového domu Fragment.

## Další informace
Dílo je celoročně volně přístupné. V blízkosti se také nachází díla od stejného autora vytvořená v podobném duchu, která představují horní končetinu a dolní končetinu a která jsou také součástí bytového domu Fragment.

## Galerie

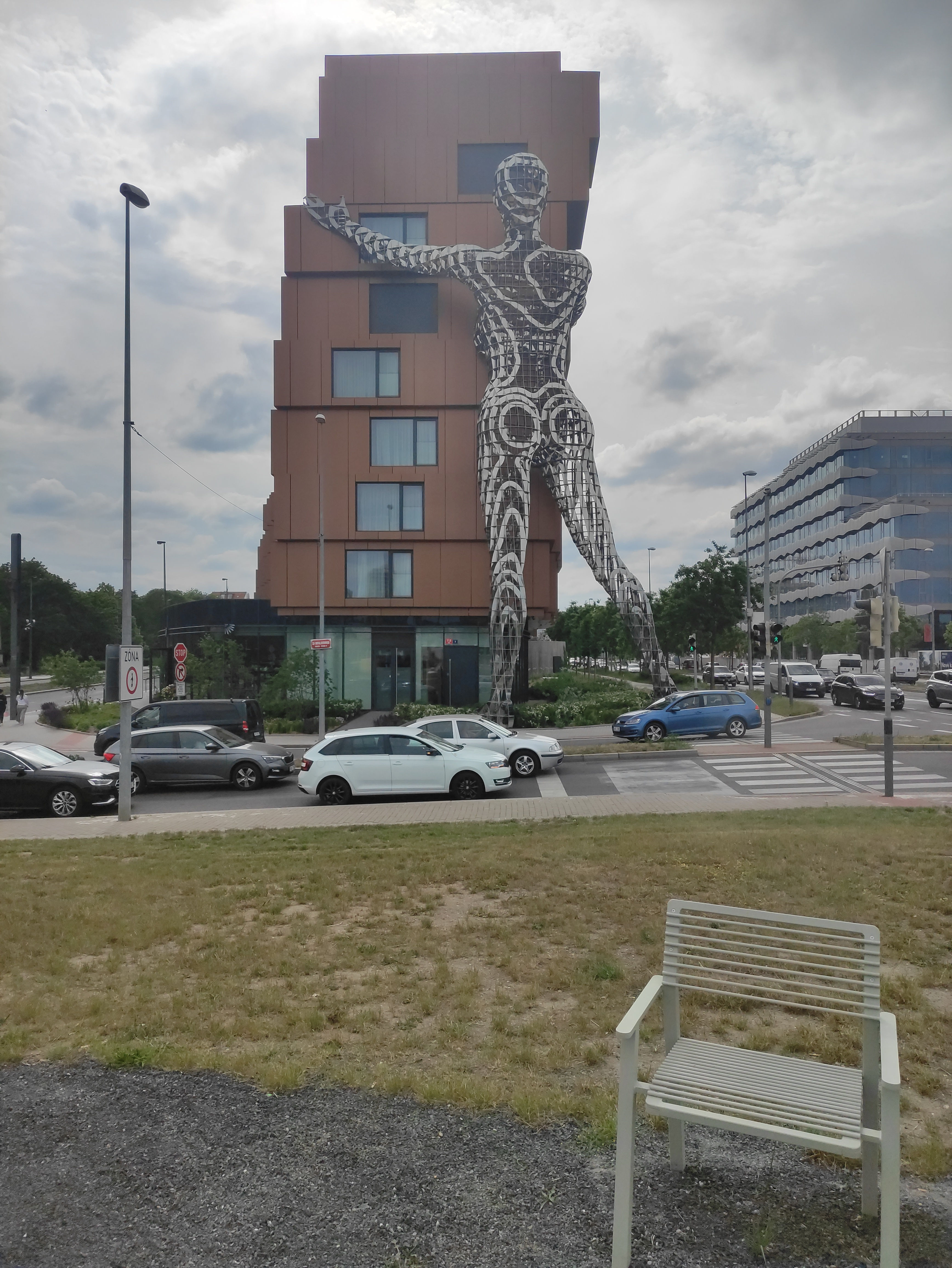
Umístění díla v zástavbě
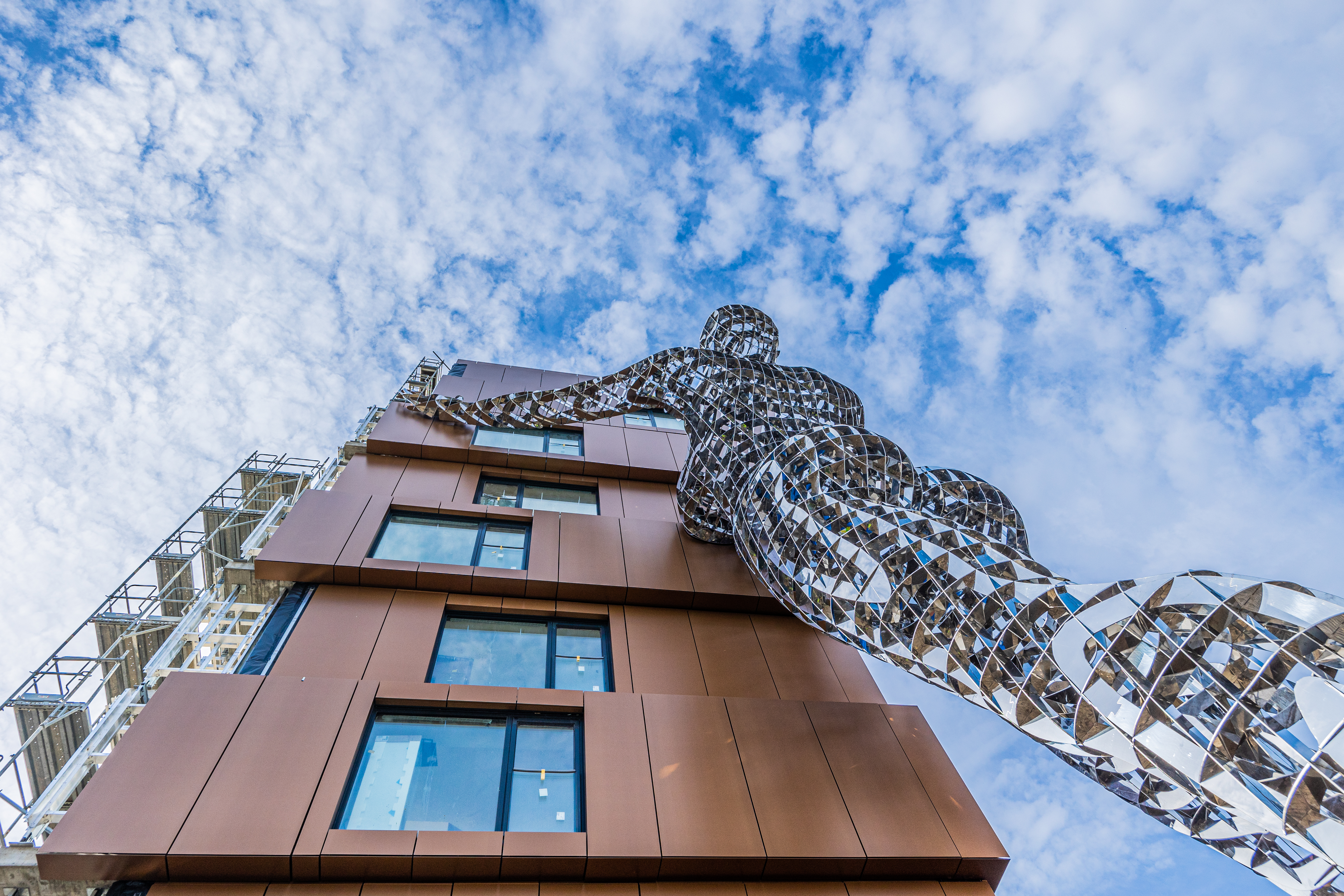
Pohled zespodu